# قلمرو چوشو
قلمروی چُوشو (به ژاپنی: 長州藩 Chōshū han) یکی از قلمروهای فئودالی در دوره ادو (۱۶۰۳ تا ۱۸۶۸ میلادی) ژاپن بود. امروزه استان یاماگوچی را تشکیل می‌دهد. مرکز آن شهر هاکی بود. همچنین به نام قلمروی هاکی (به ژاپنی: 萩藩 Hagi han) نیز شناخته می‌شود. این قلمروی فئودال‌نشین در وقایع دوران باکوماتسو (اواخر دوره ادو) نقش مهمی را ایفا کرد.

## تاریخ
حاکمان قلمروی چوشو از فرزندان جنگ سالار بزرگ دوره سنگوکو، موری موتوناری بودند. موتوناری توانست قدرت خود را بر تمام مناطق منطقه چوگوکو گسترش دهد. وسعت قلمروی او در آن زمان ۱٬۲۰۰٬۰۰۰ ککو بود پس از مرگ او، نوه و وارثش موری تروموتو، دایمیو (ارباب فئودالی) شد و یک استراتژی اتحاد با تویوتومی هیده‌یوشی را اجرا کرد که بعداً ثابت شد که این یک اشتباه بزرگ بوده‌است است. پس از مرگ هیده‌یوشی، توکوگاوا ایه‌یاسو قدرت خاندان تویوتومی را به چالش کشید و با ایشیدا میتسوناری مشاور مورد اعتماد هیده‌یوشی در نبرد سکیگاهارا مبارزه کرد. موری تروموتو قدرتمندترین متحد تویوتومی بود و توسط شورای وفاداران به خاندان تویوتومی به عنوان رئیس نیروی‌های تویوتومی انتخاب شد. با این وجود نیروهای تویوتومی به دلیل چندین عامل مرتبط با موری تروموتو در جنگ شکست خوردند:
- پسر عموی او کیکاوا هیروایه به‌طور مخفیانه با توکوگاوا ایه‌یاسو معامله ای انجام داد که منجر به عدم فعالیت ۱۵۰۰۰ سرباز خاندان موری در طول جنگ شد.
- پسر عموی خوانده او کوبایاکاوا هیده‌آکی و ۱۵۶۰۰ سربازش به ایشیدا میتسوناری خیانت کردند و به توکوگاوا پیوستند.
- پس از اطمینان از توکوگاوا ایه‌یاسو، تروموتو بدون درگیری قلعه اوساکا را به او واگذار کرد.

خاندان موری علیرغم عدم فعالیت، از جایگاه اجدادی خود در ولایت آکی به ولایت ناگاتو (همچنین به عنوان چوشو شناخته می‌شود) تغییر مکان داده شدند و املاک آنان از ۱٬۲۰۰٬۰۰۰ ککو به ۳۶۹٬۰۰۰ ککو کاهش یافت.
این ضبط املاک خیانت بزرگی به خاندان موری تلقی می‌شد، و چوشو بعداً به کانون فعالیت‌های ضد توکوگاوا تبدیل شد. ریشه‌های این امر در سنت جلسه سال نو این خاندان قابل توجه بود. هر ساله در طول جلسه، بزرگان و مدیران از دایمیو می‌پرسند که آیا زمان سرنگونی شوگون‌سالاری توکوگاوا فرا رسیده‌است که دایمیو پاسخ می‌داد: «هنوز نه، شوگون‌سالاری هنوز هم بسیار قدرتمند است.»
این رؤیا سرانجام حدود ۲۶۰ سال بعد تحقق یافت، زمانی که قلمروی چوشو با قلمروی ساتسوما و اشراف درباری کوگیو برای سرنگونی شوگون‌سالاری توکوگاوا متحد شد. در سال ۱۸۶۵، قلمروی چوشو یک کشتی جنگی به نام یونیون گو خریداری کرد. این کشتی در سال ۱۸۵۴ میلادی در انگلستان ساخته شد. ر دوره باکوماتسو در سال ۱۸۶۵، تاجر انگلیسی توماس بلیک گلاور بنام قلمروی ساتسوما ولی در واقع برای خریدار اصلی قلمروی چوشو به مبلغ ۵۰۰۰۰ ریو این کشتی را از یک شرکت انگلیسی به نام جاردین ماتسون که در ناگاساکی (بندر) افتتاح شده بود، خریداری کرد. این کشتی در اختیار ساکاموتو ریوما که مدیر یک شرکت نیروی دریایی خصوصی، بنام کایئنتای بود، قرار گرفت و ریوما از آن برای تهیه و حمل سلاح به قلمروی چوشو استفاده می‌کرد. این کشتی بعد از دومین اردوکشی چوشو به قلمروی چوشو واگذار شد.
قلمروی چوشو نبرد علیه ارتش‌های شوگونی سابق را رهبری می‌کرد، که شامل اتحاد اواوئه‌تسو رپان، آیزو و جمهوری ازو می‌شد.
نیروهای نظامی قلمروی چوشو و ساتسوما از سال ۱۸۶۷ تا ۱۸۶۹ پایه و اساس نیروی زمینی امپراتوری ژاپن را تشکیل دادند. به لطف این اتحاد، اهالی چوشو و ساتسوما از برجستگی سیاسی و اجتماعی در دوره میجی و حتی دوره تایشو برخوردار بودند.